# 新船叶藓
新船叶藓（学名：Neodolichomitra yunnanensis）为塔藓科新船叶藓属下的一个种。其种加词 yunnanensis 意为“云南的”。